# Mariano Demaría (hijo)
Mariano Demaría (1872-Buenos Aires, 21 de septiembre de 1923) fue un abogado y político argentino. Se desempeñó como diputado nacional por la provincia de Buenos Aires en varios períodos (1900-1908 y 1914-1923) y como presidente de la Cámara de Diputados de la Nación Argentina entre 1916 y 1918.

## Biografía
Nació en 1872, hijo del también abogado y político Mariano Demaría. Era apodado «Maneco».
En 1889, siendo estudiante, se adhirió a la Unión Cívica de la Juventud y más tarde se incorporó a la Unión Cívica Radical, siendo vocal al igual que su padre. Finalmente se alejó del radicalismo y militó en el Partido Conservador.
En 1900, fue elegido diputado nacional por la provincia de Buenos Aires, siendo reelegido en 1904. Volvió a la Cámara de Diputados en 1914, siendo reelegido sucesivamente en 1918 y 1920.
Tras las elecciones legislativas de 1916, fue elegido presidente de la Cámara de Diputados de la Nación, siendo reelegido al año siguiente. Estuvo acompañado por Evaristo Pérez Virasoro como vicepresidente primero y Mario Bravo como vicepresidente segundo en 1916 y por Celestino Marcó y Carlos A. Uttinger, respectivamente, en 1917.
Entre su actividad legislativa, en 1918, junto con Vicente C. Gallo presentó un proyecto de ley sobre el régimen general de seguros.
Su quinto mandato como diputado nacional se extendía hasta 1924, pero no lo finalizó al fallecer el 21 de septiembre de 1923. A su sepelio asistieron el presidente Marcelo T. de Alvear, el gobernador bonaerense José Luis Cantilo y otras figuras políticas.